# Четвртак уместо петка
„Четвртак уместо петка“ је југословенски ТВ филм из 1982. године. Режирао га је Станко Црнобрња према свом сценарију.

## Улоге
| Глумац        | Улога   |
| ------------- | ------- |
| Милан Гутовић | Лане    |
| Соња Савић    | девојка |